# Chi Kim giao
Chi Kim giao, tên khoa học Nageia, là một chi thực vật nhỏ trong họ Kim giao, phân bố chủ yếu ở các khu rừng nằm trong vùng chí tuyến và cận chí tuyến thuộc châu Á và châu Úc.
Dạng sống là thân gỗ hoặc bụi. Lá thường có đầu ngọn, dài từ 5–20 cm, rộng 2–6 cm.Một số loài lá trông khá mập mạp. Cành non thường có màu xanh, trong thân có nhựa mủ trắng. Gỗ một số loài được dùng làm đồ dùng gia dụng. Người Trung Quốc từ xưa đã biết dùng gỗ của một vài loài thuộc chi này để làm chất thử độc tính của thực phẩm.

## Phân loài
Chi Nageia theo ghi nhận điều tra năm 2009 thì chi này gồm 5 loài, tuy nhiên có nhiều nhà khoa học cho rằng tách biệt giữa loài N.nagi và N.fomosensis, do vậy chi này gồm có 6 loài.
- - Nageia fleuryi: Kim giao, kim giao đá vôi
  - Nageia formosensis[2]
  - Nageia maxima[3]
  - Nageia motleyi[4]
  - Nageia nagi[5]
  - Nageia wallichiana[6]: Kim giao núi đất[7], Kim giao giả[8]

## Hình ảnh

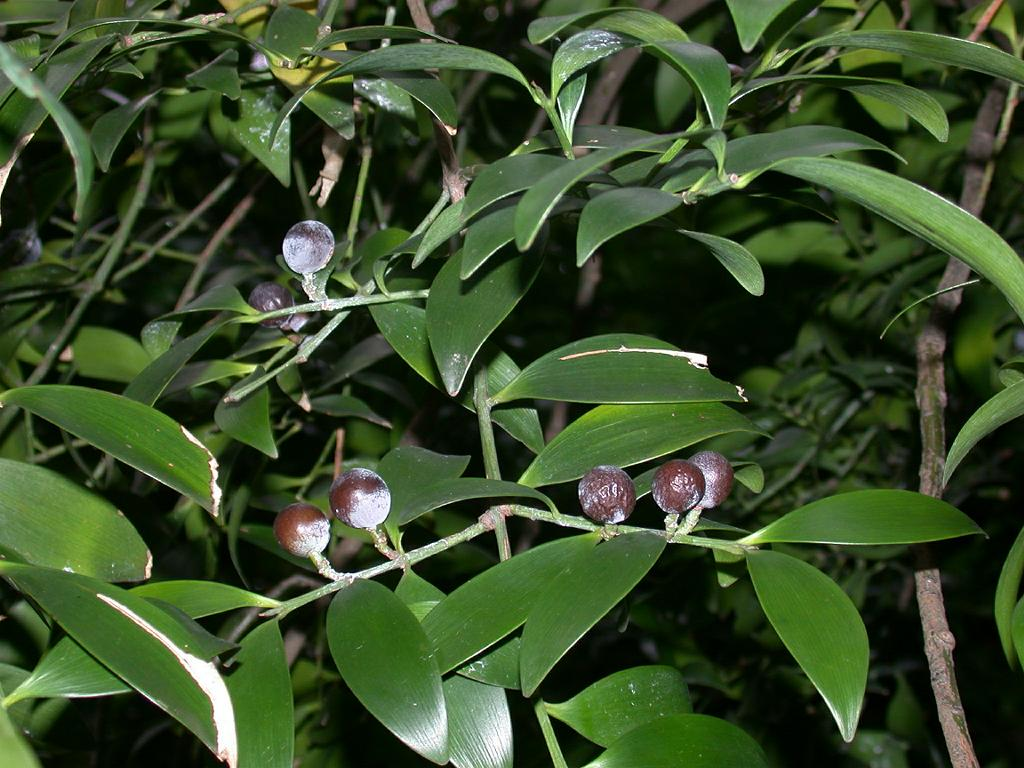
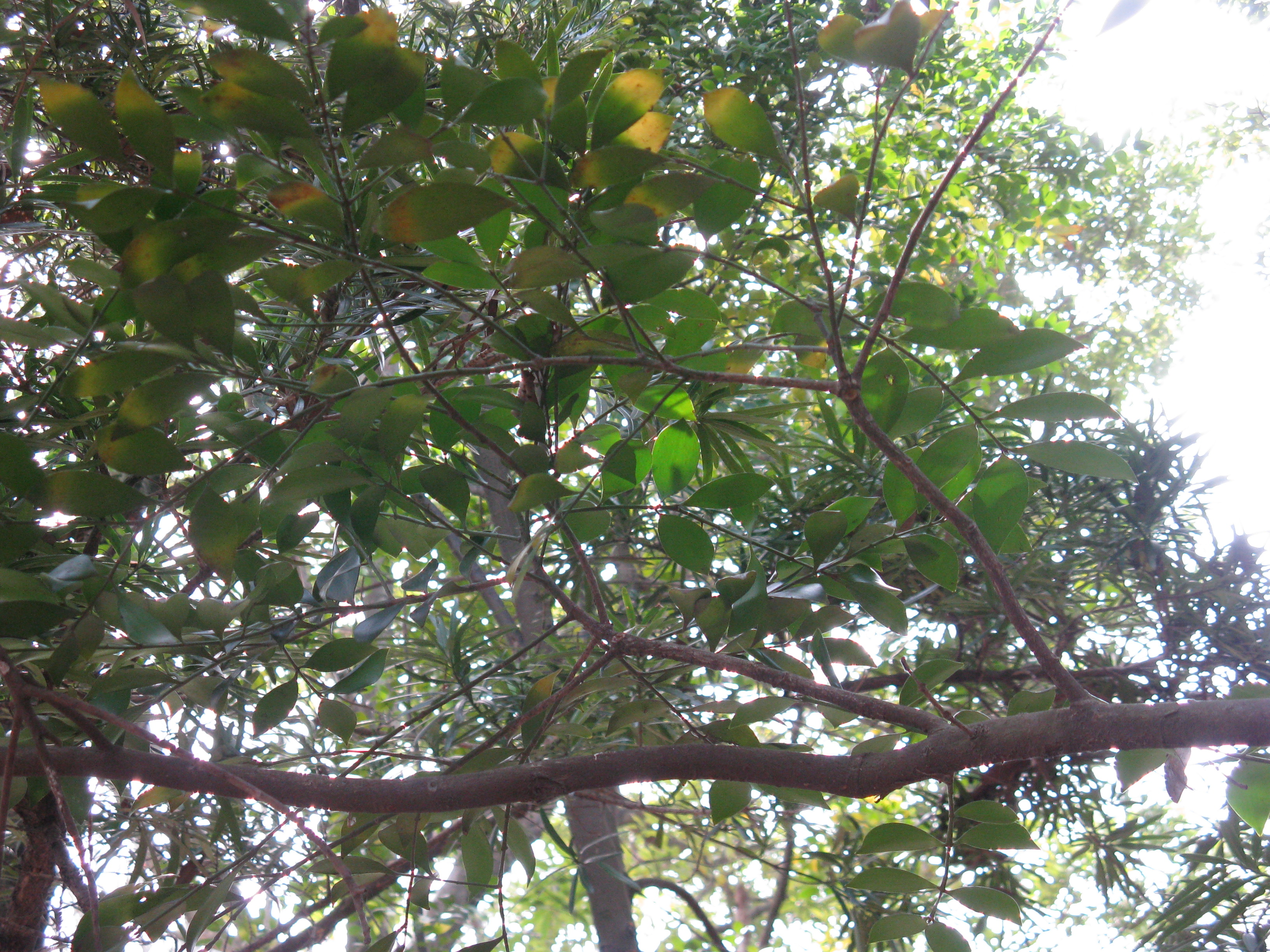